# Cova de Govještica
La cova de Govještica o Dugovještica, com l'anomena la població local, és una cavitat natural que es troba a 400 metres per sota de la cova de Banja Stijena, a la riba esquerra del riu Prača —afluent del Drina—, al municipi de Rogatica prop d'Hrenovica i a uns quaranta quilòmetres de Sarajevo, a Bòsnia i Hercegovina. Pel seu valor geomorfològic és considerada una meravella de la natura.

## Característiques
A la cova s'accedeix a través d'una obertura de 12 a 8 metres d'ample, situada al costat sud. La primera part de la cova és de 30 metres de longitud, seguit d'un altre recorregut al final del que es troba un llac. Durant l'hivern i la primavera, flueix aigua de fonts no identificades, cap a l'exterior de la cova.

## Història
Govještica es troba en una zona on hi ha diverses coves conegudes des de principis del segle xx, quan arran de la construcció de la via fèrria a través del congost del Prača es va despertar un particular interès turístic. Així mateix, des d'aquest període es van començar a esmentar diverses coves i va esdevenir la investigació paleontològica associada fins als anys 1960-1970. Encara que es disposava d'informació de diferents coves, com ara les estimacions de la longitud d'uns 1.200 m, se'n sabia molt poc, amb l'excepció de les dimensions de la impressionant entrada i les característiques dels primers 80-100 m de recorregut de Govještica.
A partir de l'any 2010, un equip internacional d'espeleòlegs d'Itàlia i Bòsnia i Hercegovina varen començar noves investigacions i estudis, explorant i documentant de nou la cova. Varen fer-ne un mapa detallat confirmant que la longitud mínima estimada és d'aproximadament entre 7.600 i 9.868 m, cosa que la convertiria en la cavitat més llarga de Bòsnia i Hercegovina.
S'hi va trobar també una gran colònia òssia, d'uns mil individus, entre els quals es troba un gran dipòsit d'ossos d'Ursus spelaeus, un predomini en la seva biodiversitat d'Anthroherpon cylindricollis, a més de diversos fòssils encara no identificats en diversos passatges de les parets.

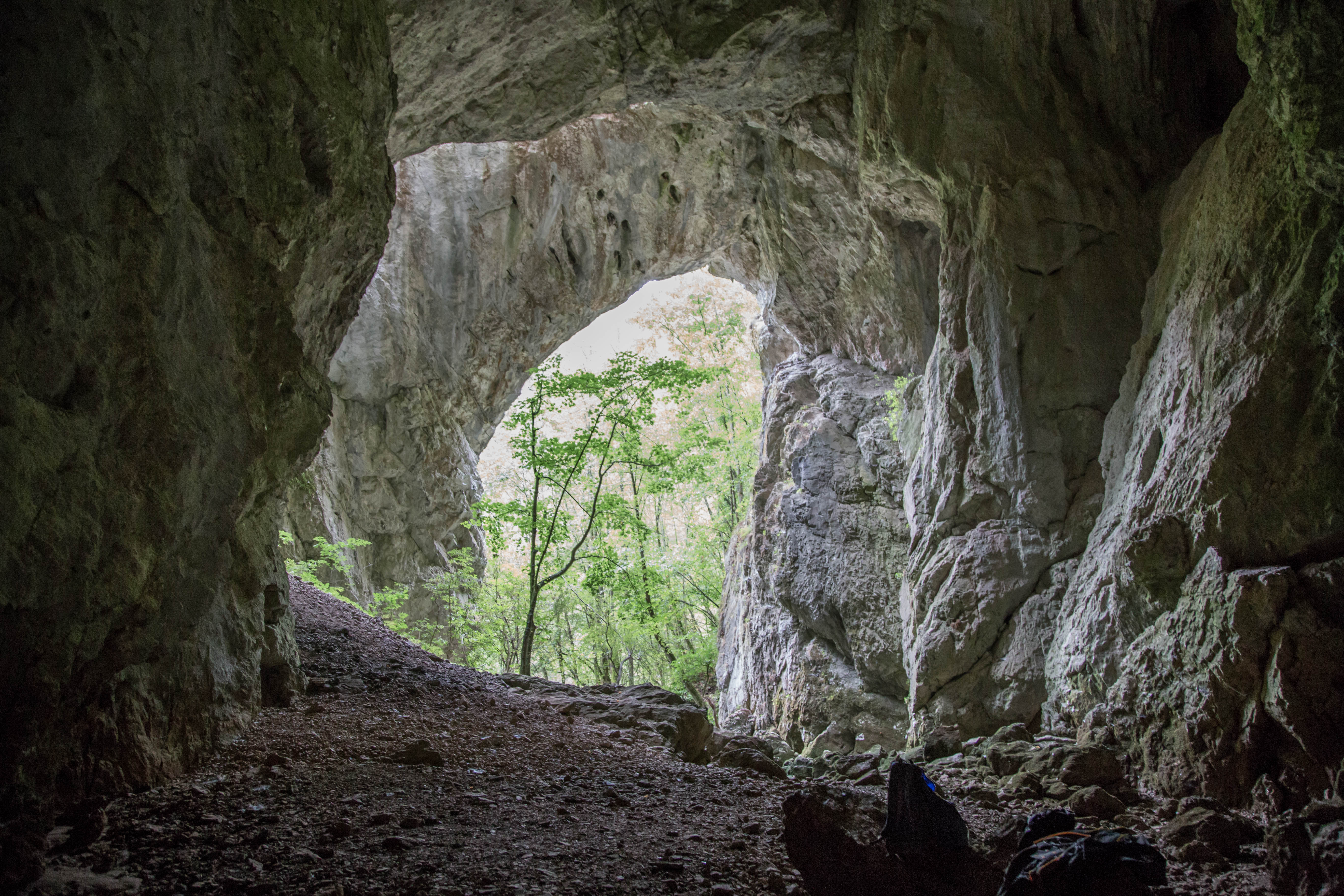
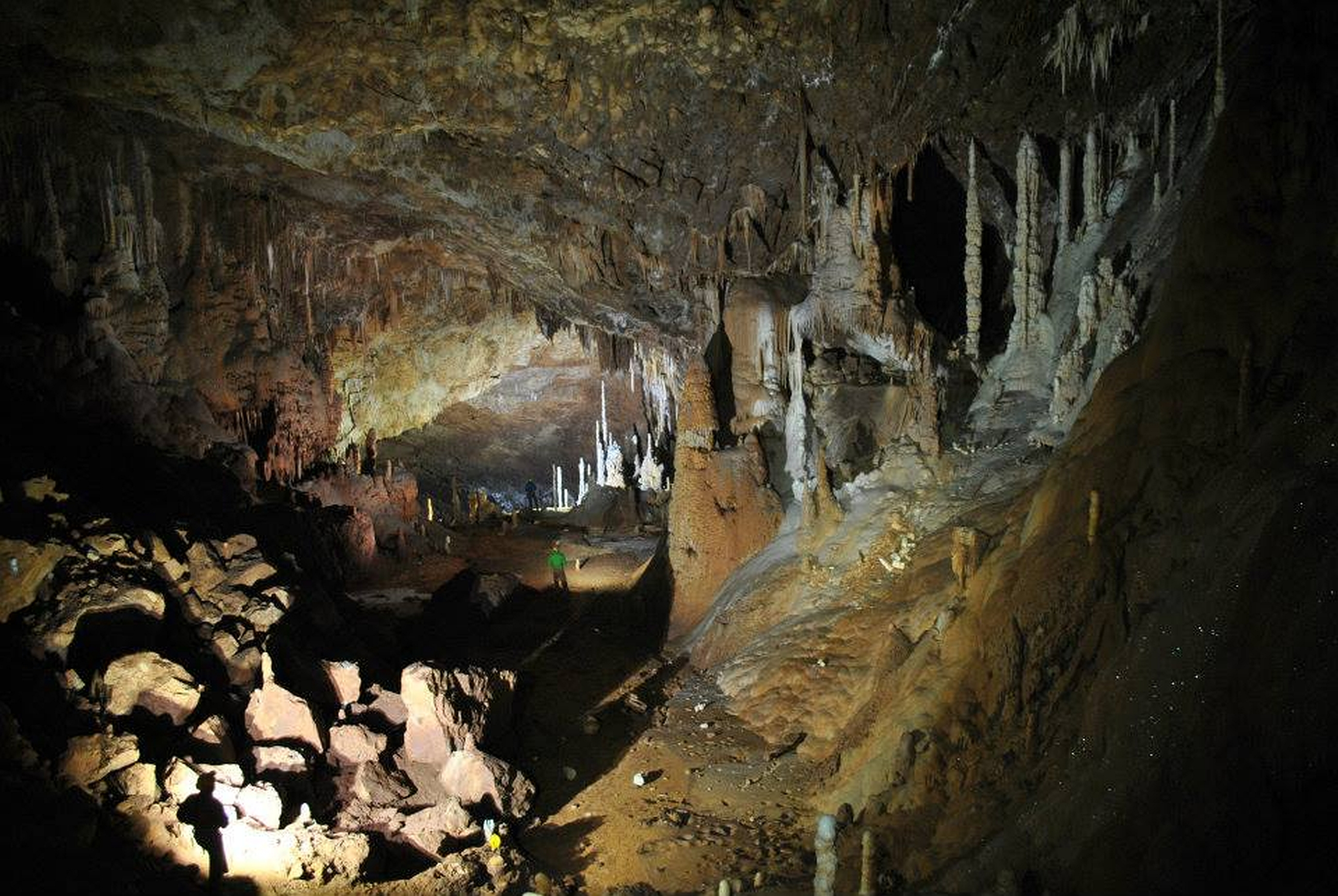
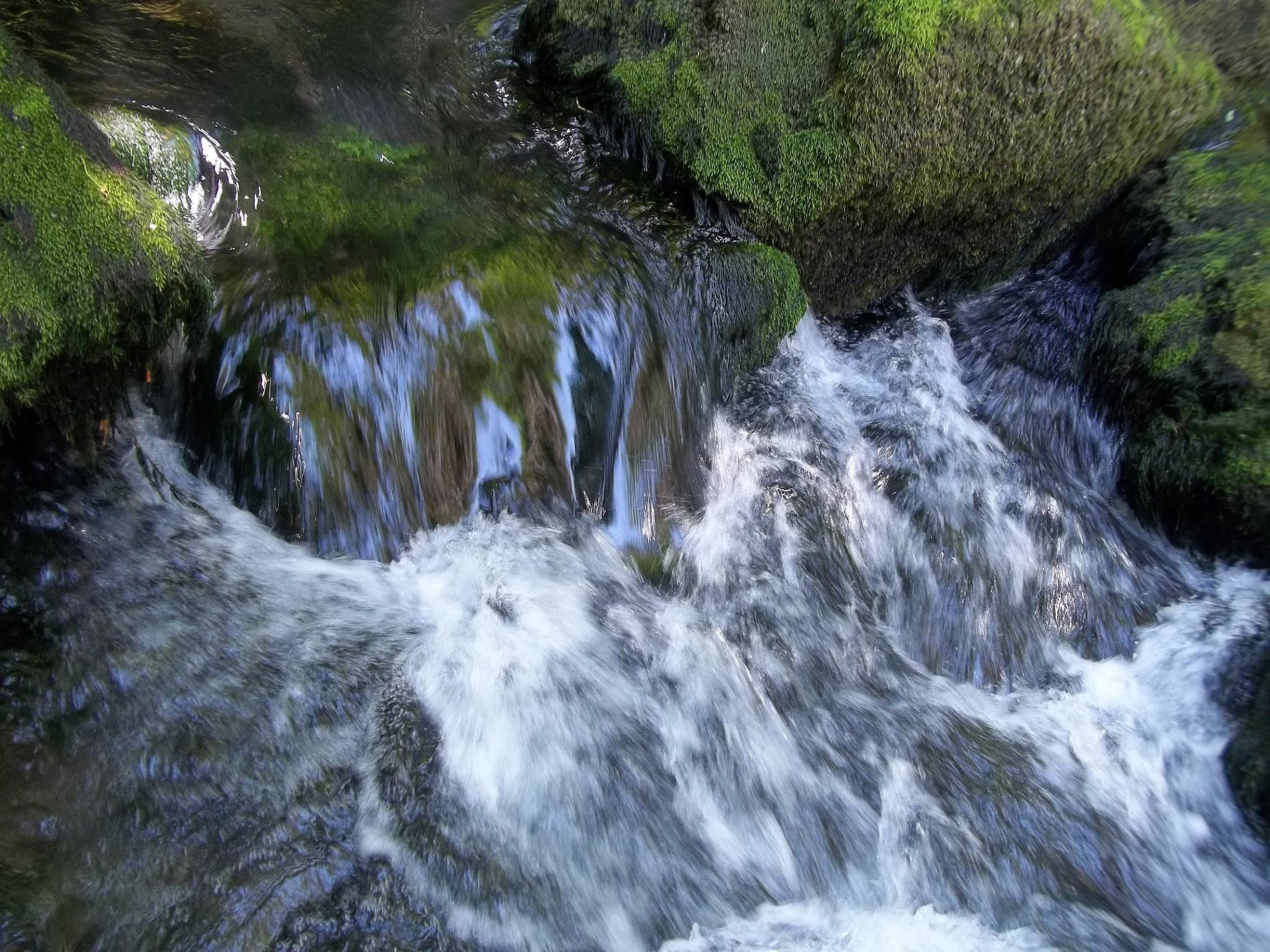
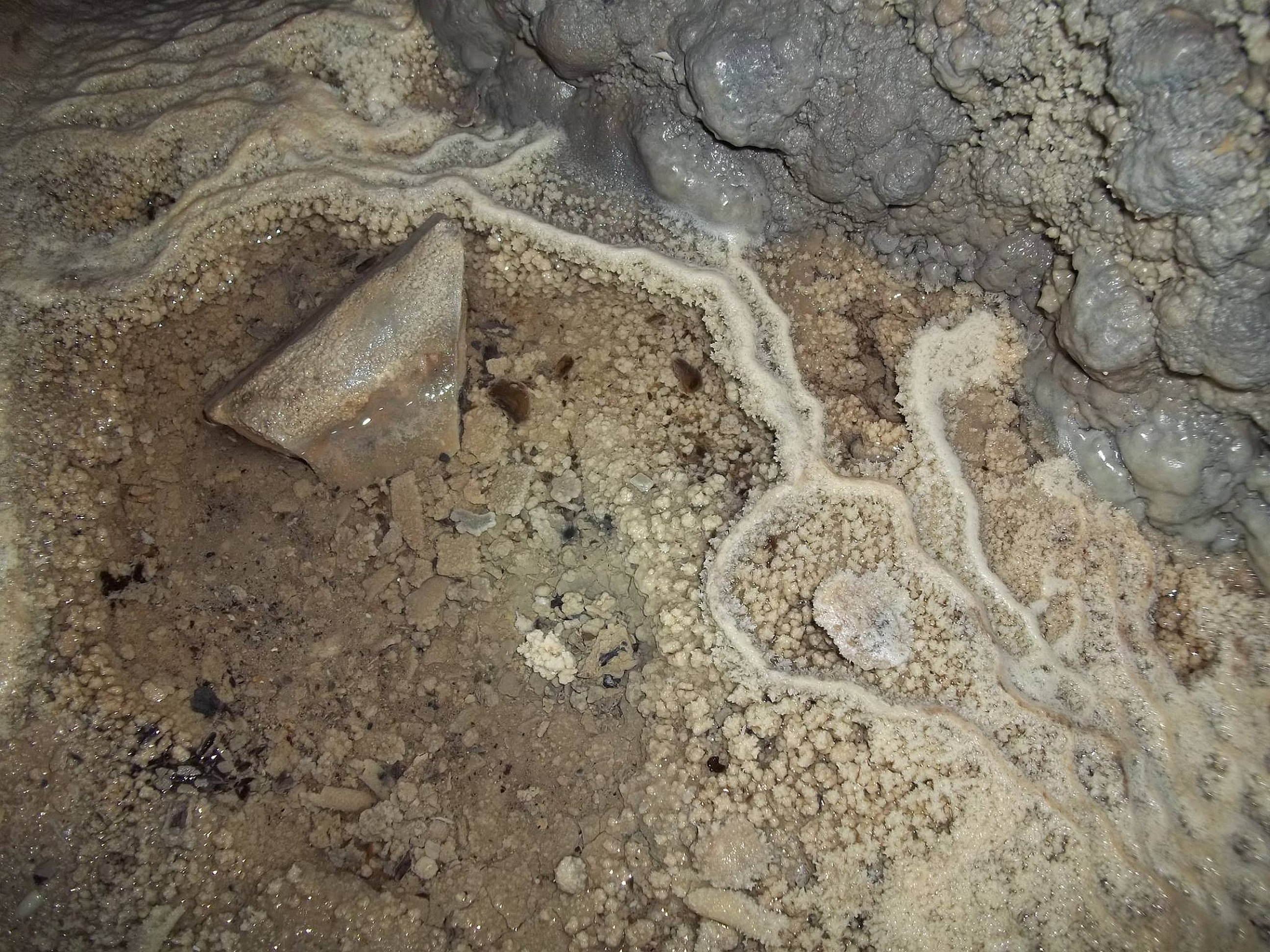
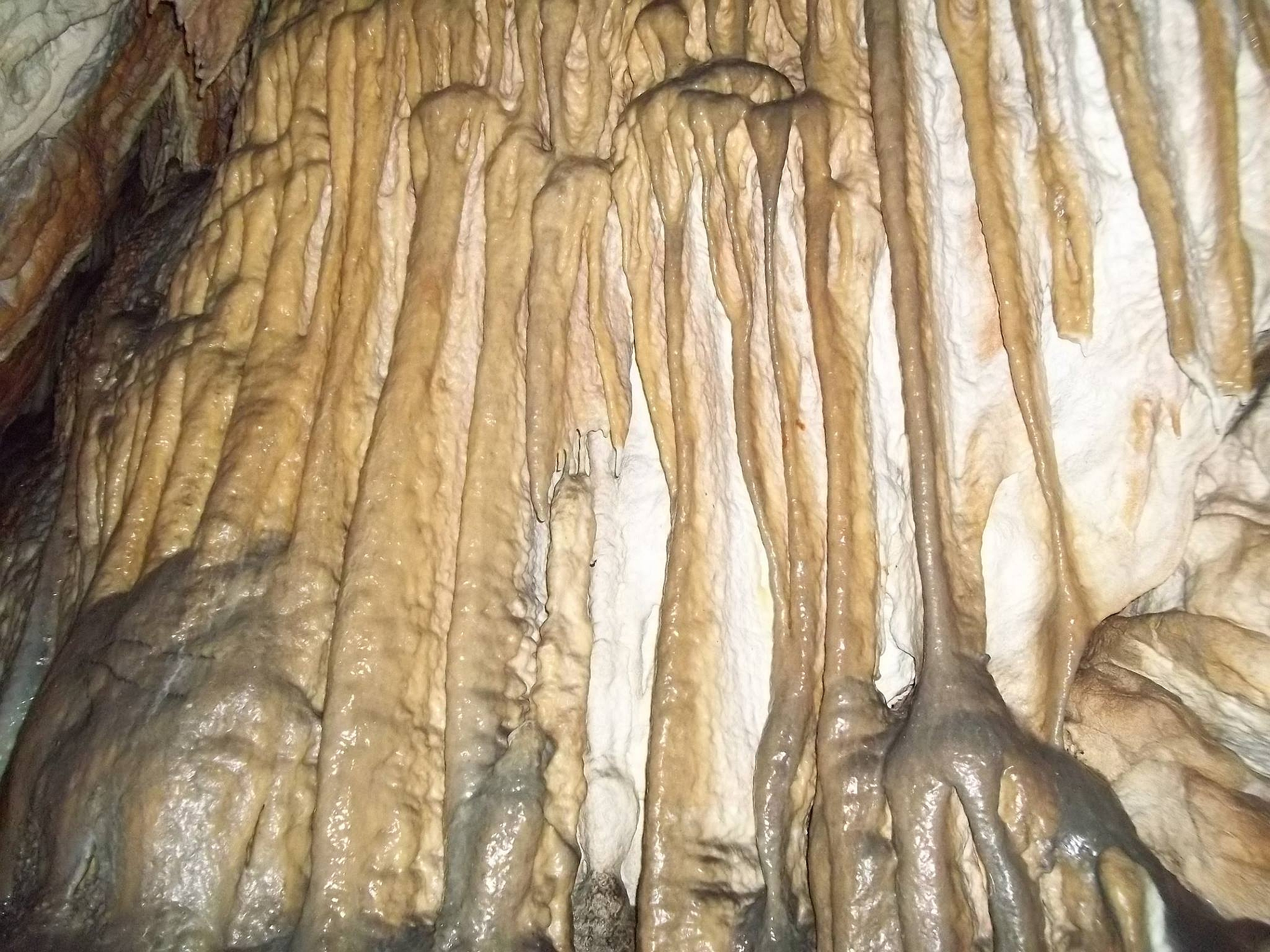